# Tanahat
Tanahat – wieś w Armenii, w prowincji Sjunik. W 2011 roku liczyła 7 mieszkańców.